# Kentucky Derby 1887
Kentucky Derby 1887 var den trettonde upplagan av Kentucky Derby. Löpet reds den 11 maj 1887 över 1,5 miles. Löpet vanns av Montrose som reds av Isaac E. Lewis och tränades av John McGinty.
Förstapriset i löpet var 4 200 dollar. Sju hästar deltog i löpet.

## Resultat
| P | Häst      | Jockey                 | Tränare      | Land | Tid     |
| - | --------- | ---------------------- | ------------ | ---- | ------- |
| 1 | Montrose  | Isaac E. Lewis         | John McGinty | USA  | 2:39.25 |
| 2 | Jim Gore  | William J. Fitzpatrick |              | USA  |         |
| 3 | Jackobin  | John Stoval            |              | USA  |         |
| 4 | Banburg   | Harry Blaylock         |              | USA  |         |
| 5 | Clarion   | Arnold                 |              | USA  |         |
| 6 | Ban Yan   | Godfrey                |              | USA  |         |
| 7 | Pendennis | Isaac Murphy           |              | USA  |         |